# Fotodagbog
Fotodagbøger er en undersøgelsesmetode til at indsamle viden om brugere af en given løsning, ved at en brugergruppe fotodokumenterer deres brug af løsningen eller blot deres adfærd i givne situationer. Metoden indgår ofte som en del af den beslægtede metode cultural probes.   

## Værdi
Ved at deltagerne selv skaber materialet er metodens gennemførelse afhængig af deres aktivitet og forståelse af, hvordan deres bidrag tilfører projektet værdi. Dette er en fordel, idet deltagernes selvstændige frembringelse af materiale kan være ressourcebesparende i forhold til andre kvalitative undersøgelsesteknikker, hvor projektleders styring af forløbet er påkrævet. En ulempe ved deltagernes 
selvstændige aktivitet er, at projektlederen må afgive kontrol med materialets skabelse og fokus.  
Materialet giver til en vis grad mulighed for at se verden fra deltagernes synsvinkel, men ikke nødvendigvis afspejler hvad de finder vigtigt. 
Fotografierne dokumenterer udsnit af deltagernes praksis, når den udspiller sig, via fotografier af hændelser og objekter fra deres hverdag. Herved fastholdes deres manifeste adfærd i et visuelt medie, som kan hjælpe deltagernes hukommelse og danne udgangspunkt for deres beskrivelse af praksis. Deres billeder kan således indgå som et link mellem deres abstrakte beskrivelser og deres konkrete adfærd og afhjælpe say/do-problemet i en undersøgelse. Materialet, der frembringes via fotodagbogsmetoden, kan dog ikke betragtes som et direkte link mellem ”say” og ”do”, da flere faktorer spiller ind på skabelsen af materiale og viden gennem metoden.   
Fotografierne udgør et udsnit af deltagernes hverdag. Disse kan i sig selv i begrænset omfang give viden om deltagernes aktiviteter og omgivelser, men ikke forløb og sammenhænge på samme 
måde som observationer. 
Teksten, der skrives til billederne vil oftest være beskrivende bemærkninger, der kan give begrænset viden om deltagernes hverdag, og kun i begrænset deres følelser, meninger og oplevelser af situationen. Derimod kan den interpersonelle interviewform, der tager udgangspunkt i deltagernes selvgenerede billeder være yderst værdifuld med henblik på at skabe uddybende 
Materialet kan være værdifuld i videreformidlingen af den skabte viden til involverede parter, der ikke har fulgt undersøgelsen på tæt hold. 
Deltagernes mobil- eller digitalkamera som dokumentationsværktøj muliggør at deres adfærd kan fotograferes, når den udspiller sig.  Deltagerne kan selv dokumentere situationer fra deres liv, som en observatør normalt ikke har nem adgang til. Dog kan de ikke dokumenterer sig selv udføre en aktivitet, med mindre deltagerne kan fotografere hinanden.  
Deltagernes mulighed for at dokumentere på farten, sammen med de stillede opgaver i undersøgelsen, kan skærpe deres opmærksomhed omkring bestemte dele af deres hverdag, og tilskynde deres refleksion herover. Dette mener vi har værdi i en undersøgelse, da deres egen refleksion over praksis kan bringe detaljer, som projektlederen ikke har forudsætninger for at vide, frem i en undersøgelse.  

## Praktisk udførelse
Rent praktisk gennemføres en fotodagbogsundersøgelse ved at en gruppe brugere, hvis ikke de selv har, får udleveret kameraer. Det kan være digitalkameraer, kameramobiltelefoner eller engangskameraer. Samtidig bliver de instrueret i emnet for undersøgelsen og betjeningen af kamera.  Der forberedes en spørgeguide eller et fysisk dagbogsformat, der forklarer af hvad og hvordan brugeren skal tage billeder. 
Spørgeguiden kan enten sendes forud for et etnograﬁsk interview eller aﬂeveres efter et gennemført interview. I forbindelse med et interview bliver informanterne forklaret, hvad researcheren gerne vil have ud af fotodagbogen og hvornår han gerne vil have materialet tilsendt. 
Brugeren medbringer kameraet i løbet af dagen og tager fx billeder af situationer, hvor de benytter et produkt eller en service-ydelse, eller situationer hvor de føler de mangler dem. På projekter indenfor 
sundhed og velfærd kan patienter bedes om at dokumentere et ophold på sygehuset. Materialet samles enten af brugeren eller sendes i ubearbejdet form til projektteamet. Researchteamet modtager fotodagbogen fra de forskellige brugere og gennemgår centrale forskelle og ligheder. Har brugerne fx taget billeder af de samme situationer og produkter? Hvis brugeren har lavet fotodagbogen efter et interview, kan man kontakte brugeren og bede ham om at forklare deres billeder og kommentere centrale situationer. Researcheren tager noter, så man efterfølgende har dagbøger, fotomappe og noter som dokumentation.
Kritiske faktorer for at metoden giver brugbare resultater er en grundig forklaring af formålet til informanterne. Information bør gives både mundtligt og skriftligt. 
Vær opmærksom på at informere brugeren om rettigheder, hvis man fx ønsker at bruge billederne efterfølgende i kommunikationsmateriale. 
Det er vigtigt at afklare, hvordan billedmaterialet efterfølgende skal bruges. Vær opmærksom på at engangskameraer ofte giver et dårligt billedmateriale. 

## Udbredelse
Tekst mangler, hjælp os med at skrive teksten

## Historie
Fotografi har været anvendt i undersøgelser indenfor socialvidenskaben og etnografien i begrænset udstrækning siden 60’erne. Fotografiet har her haft to forskellige hovedfunktioner. Dels har det været brugt til at udløse fortællinger og reaktioner hos informanterne og dels til at dokumentere feltobservationer. En samlet betegnelse for første type undersøgelser er ’photo-elicitation’, som henviser til brugen af fotos til at udløse svar og reaktioner i forskningsinterviews, hvor respondenten bedes fortælle om eller kommentere et billedes betydning.  
Billeder, der bruges i Photo-elicitation kan udgøres af grafik, fotografier eller film, og udgøres således ikke udelukkende af fotografi. Fra 1960erne til starten af 1980’erne blev brug af ’det visuelle’ i etnografiske studier beskyldt for at være for subjektiv, urepræsentativ og usystematisk til at kunne spille en frugtbar rolle i observationsstudier indenfor socialvidenskaben. I takt med de 
forbedrede tekniske muligheder i 80`erne og 90’erne, begyndte man i højere grad, at betragte det visuelle medie ud fra egne præmisser og egenskaber frem for at vurdere det, ud fra dets evne til at gengive virkeligheden og omsætte fotos til verbal viden. Det er dog stadig hovedsageligt forskeren frem for informanterne, der udvælger og skaber billederne. 

## Kritik
Det er yderst usikkert at bero på ukommenterede tolkninger af fotos, da fotos ikke er selvforklarende og meget ekskluderende i indhold. Der foregår altid en beskæring af billedet og en udvælgelse af situationen, hvilken ikke er implicit i fotografiet. Ydermere kan kan brugerens bevidsthed om at en situation skal dokumenteres ødelægge eller forcere situationer.    

## Online fotodagbøger
Fremkomsten af web2.0 har muliggjort at billeder, video og tekst kan deles online via fotodelingsservices såsom flickr, 23hq, Youtube, Vimeo med flere. Dette kaldes moblogging. Dette har åbnet muligheden for at fotodagbøger kan foregå online. 
Onlineelementet har betydning for fotodagbogsteknikken i flere henseender.  Herved kan projektlederen at influere deltagerne aktivitetsniveau ved i højere eller lavere grad selv at være aktiv. Samtidigt er det muligt for projektlederen såvel som andre involverede løbende at følge materialets tilblivelse og justere undersøgelsen herefter. I hvor høj deltagerne kan ”styres” vil dog komme an på deres interesse i og forpligtelse overfor undersøgelsen. Online elementet skaber mulighed for at deltagerne nemt kan være tilknyttet et projekt over længere tid og inddrages, når der er behov for det, og når det passer med andre dele af projektet. Den fysiske afstand mellem projektleder og deltager har dog nogle konsekvenser. Så som mulighed for misforståelser mellem deltager og projektleder, som følge af den form og tid den online skriftlige kommunikation tager, når parterne kommunikerer i forskudt tid. På den anden  kan der afklares forventninger, forståelser og tekniske problemer via den online 
kanal.  

## Medie dagbøger
Tekst mangler, hjælp os med at skrive teksten